# Mao Zejian
Mao Zejian (kinesisk: 毛澤建; 5. oktober 1905 – 20. august 1929) var Mao Zedong kusine, der blev henrettet af Kuomintang i Hengshan, Hunan. Hun var datter af Zedongs onkel Mao Xi og hans 10 år gamle tibetanske konkubine, Lhamu Gyatso, som Mao Xi havde taget som slave og voldtaget, da han var på jagt nær Lhasa: Hun levede dog med Maos forældre, da hendes tibetanske mor havde solgt hende til dem, fordi hun mente Zejian var en for stort ansvar. Hun giftede sig med en frugtsælger i Changshe i en alder af 12.
Da Edgar Snow interviewede Mao Zedong til hans bog Red Star Over China i 1936, skrev han Mao Zejians navn som Mao Zehong (毛澤紅) og opgav hendes som Maos søster. Denne fejl er siden blevet gengivet i utallige værker. Selvom hun var hans kusine, så boede hun hos Maos forældre i lang tid, og Mao omtalte hende som en "søster". Hun blev guerillaleder og blev taget til fange af KMT i 1928. Hun blev henrettet i august 1929 i en alder af 23.